# Running walk

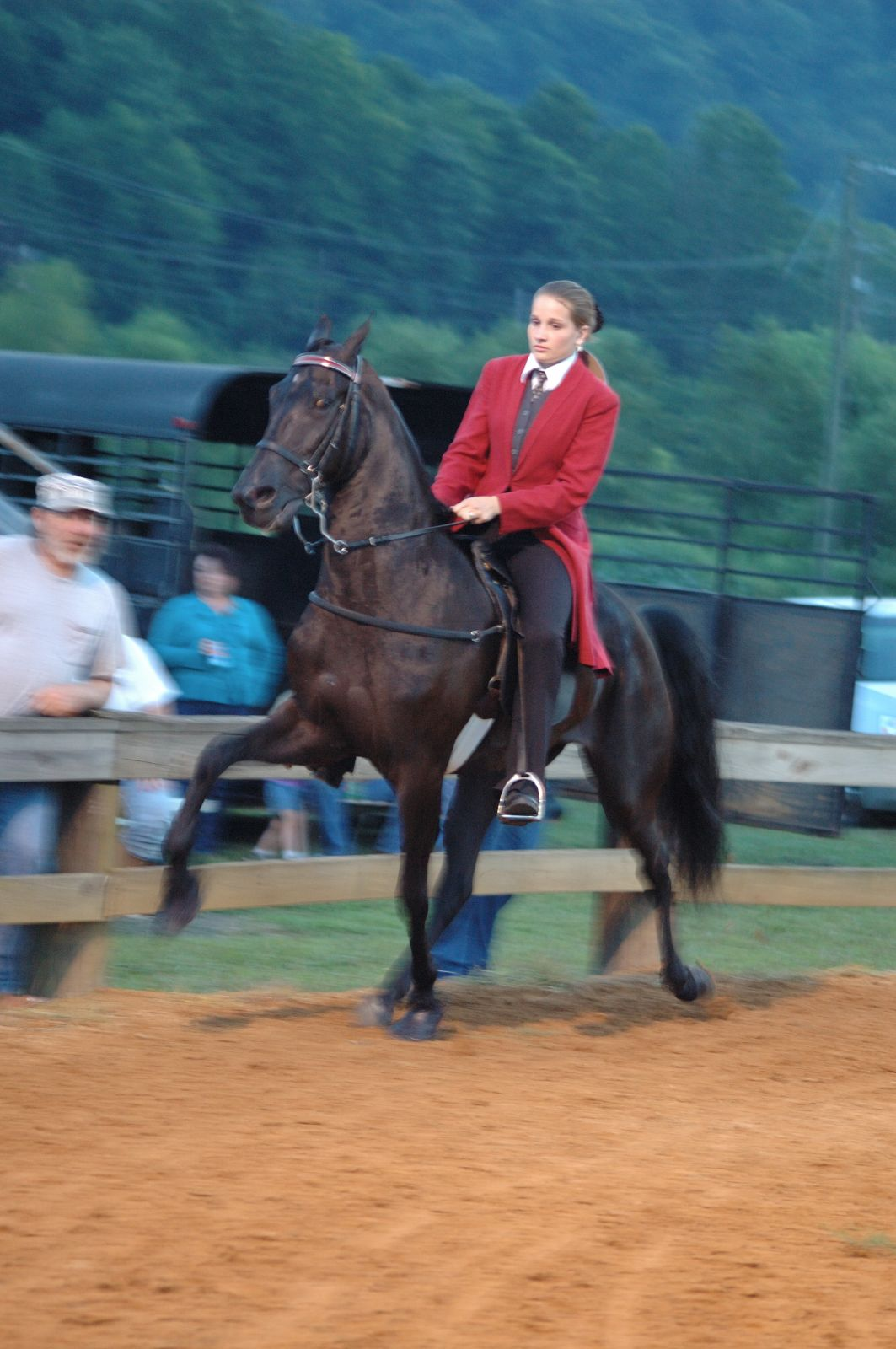
En Tennessee walking horse framför en running walk

Running walk är en gångart, som är unik för den amerikanska hästrasen Tennessee walking horse. Running walk är en jämn, fyrtaktig gångart som är jämn och bekväm för ryttaren att rida.
Running walk har samma rörelsemönster som skritt men är mycket jämnare och snabbare. Den är väldigt lik gångarten Flat foot walk, även den unik för Tennessee walking horse, men här är det tillåtet att den bakre foten kan gå långt framför det spår som lämnats av den främre foten. Gångarten är även snabb och hästarna kan komma upp i hastigheter på upp till 16 km/h. Hästarna nickar i takt med huvudet.
Running walk är vanligast hos Tennessee walking horse och är väldigt lik gångarten Flat foot walk som också är unik för rasen.